# سيزاري هارسيمويكز
سيزاري هارسيمويكز (بالبولندية: Cezary Harasimowicz)‏ (و. 1955  م) هو ممثل، وكاتب سيناريو بولندي، ولد في وودج.

## التعليم
تعلم في المدرسة الوطنية للأفلام في وودج
.

## وصلات خارجية
- سيزاري هارسيمويكز على موقع IMDb (الإنجليزية)
- سيزاري هارسيمويكز على موقع قاعدة بيانات الأفلام العربية
- سيزاري هارسيمويكز على موقع ألو سيني (الفرنسية)
- سيزاري هارسيمويكز على موقع أول موفي (الإنجليزية)
- سيزاري هارسيمويكز على موقع قاعدة بيانات الأفلام السويدية (السويدية)
- سيزاري هارسيمويكز على موقع قاعدة بيانات الفيلم (الإنجليزية)
- سيزاري هارسيمويكز على موقع كينوبويسك (الروسية)